# Eleccions legislatives gregues de 1926
Les eleccions legislatives gregues de 1926 se celebraren el 7 de novembre de 1926, les primeres de la Segona República Hel·lena. Va guanyar el Partit Liberal i Elevthérios Venizelos va formar un govern de coalició amb lliurepensadors i populars.
| Eleccions legislatives gregues de 1926 | Eleccions legislatives gregues de 1926                        | Eleccions legislatives gregues de 1926 | Vots      | Vots  | Vots | Escons | Escons |
| Eleccions legislatives gregues de 1926 | Eleccions legislatives gregues de 1926                        | Eleccions legislatives gregues de 1926 | No.       | %     | +− % | No.    | +−     |
| --- | ------------------------------------------------------------- | -------------------------------------- | --------- | ----- | ---- | ------ | ------ |
| | Partit Liberal Komma Fileleftheron                            | Elevthérios Venizelos                  | 304,727   | 31.70 |      | 108    |        |
| | Partit Popular Laikon Komma                                   | Panagis Tsaldaris                      | 194,479   | 22.23 |      | 60     |        |
| | Partit dels Lliurepensadors Komma Eleftherofronon             | Ioannis Metaxàs                        | 151,660   | 15.78 |      | 52     |        |
| | Unió Democràtica Demokratiki Enosis                           | Alexandros Papanastasiou               | 62,260    | 6.48  |      | 17     |        |
| | Partit Comunista de Grècia Kommunistikon Komma Ellados        |                                        | 41,982    | 4.37  |      | 10     |        |
| | Partit Agrari Agrotikon Komma                                 |                                        | 28,318    | 2.95  |      | 4      |        |
| | Partit Liberal dels Refugiats Fileleftheron Prosfijikon Komma | Themistokles Sofoulis                  |           | 1.40  |      | 4      |        |
| | Unió Política Jueva                                           |                                        | 5,825     | 0.60  |      | 2      |        |
| | Altres partits anti-Venizelistes                              |                                        | 57,093    | 5.94  |      | 15     |        |
| | Altres partits Venizelistes                                   |                                        | 83,033    | 8.64  |      | 18     |        |
| | Resta de partits                                              |                                        | 37,674    | 3.91  |      | 2      |        |
| | Altres                                                        |                                        | 31.849    | 3,31  |      | 0      |        |
| Vots vàlids | Vots vàlids                                                   | Vots vàlids                            | 961.226   | 100   |      | 286    |        |
| Vots nuls | Vots nuls                                                     | Vots nuls                              | 3.912     |       |      |        |        |
| Total | Total                                                         | Total                                  | 965.138   |       |      |        |        |
| Participació | Participació                                                  | Participació                           | 61,37%    |       |      |        |        |
| Electorat | Electorat                                                     | Electorat                              | 1.572.469 |       |      |        |        |
| Fonts: Web d'eleccions Lar; Fundació del Món Hel·lènic; Fundació Nacional de Recerca "Elevthérios K. Venizelos" Arxivat 2007-09-27 a Wayback Machine. |                                                               |                                        |           |       |      |        |        |